# T2FD

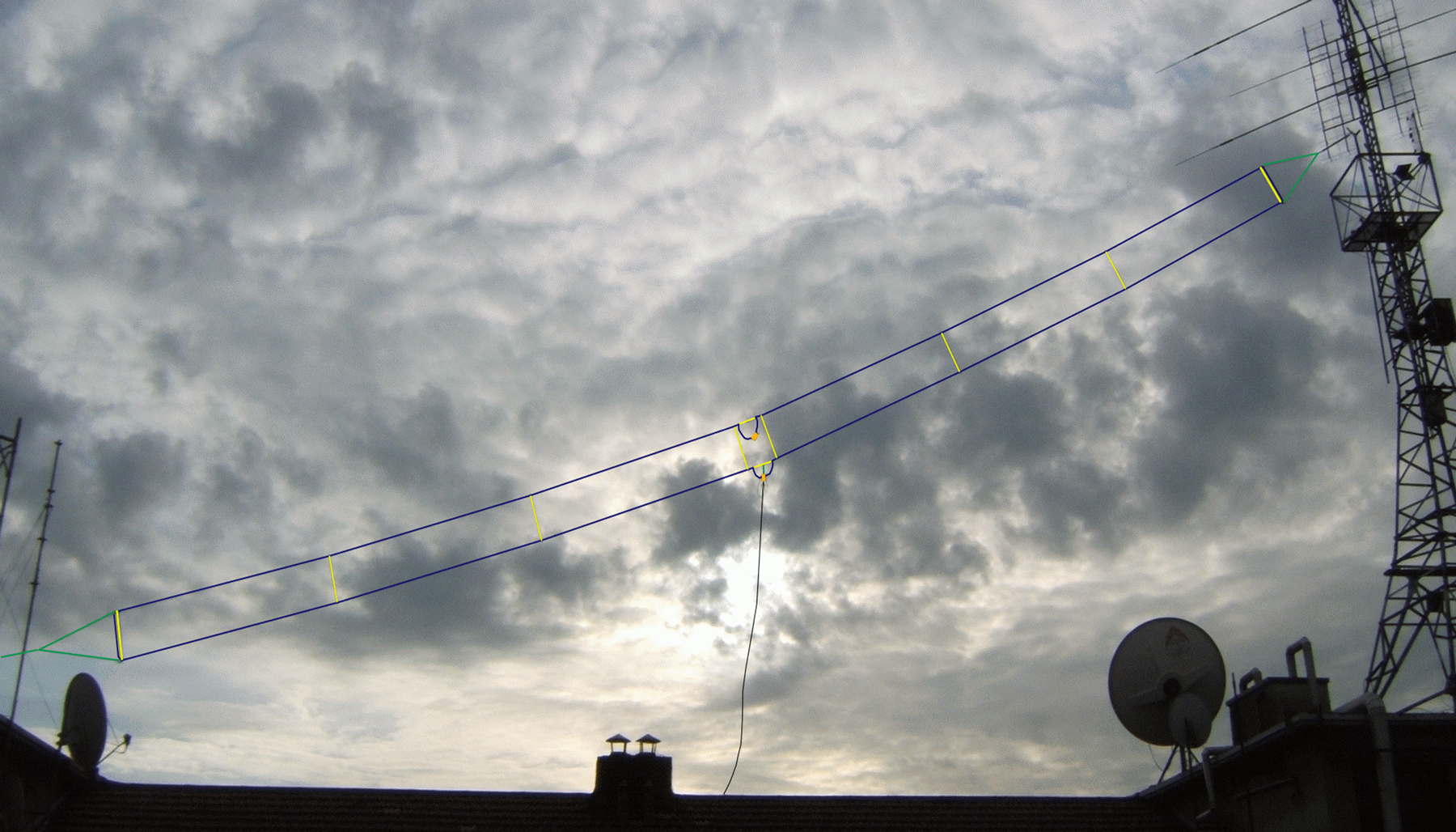
Eine 20 m lange T2FD-Antenne, für den Frequenzbereich 5 bis 30 MHz

Die T2FD (englisch Tilted Terminated Folded Dipole, übersetzt etwa: geneigter abgeschlossener gefalteter Dipol) ist eine Kurzwellenantenne, die in den späten 1940er Jahren durch die United States Navy entwickelt wurde. Sie funktioniert einigermaßen gut über einen weiten Frequenzbereich in Bezug auf Anpassung und Strahlungsdiagramm.
Eine T2FD hat zwar eine schlechtere Leistung als eine für eine bestimmte Frequenz optimierte Antenne, abseits dieses, gewöhnlich sehr schmalen, Frequenzbereichs kann sich das aber schnell umkehren. Die relativ geringe Größe, gute Gesamtleistung, geringe Kosten und große Bandbreite machen die T2FD besonders attraktiv für professionelle Funkdienste. Insbesondere für moderne Frequenz-Hopping- oder Automatic-Link-Establishment-Geräte ist die große Bandbreite vorteilhaft.
Die T2FD ist eine interessante Antenne für Kurzwellenhörer, weil sie über einen breiten Frequenzbereich gleichmäßig gut arbeitet und recht leicht zu bauen ist. Der Abschlusswiderstand ist in diesem Fall ein normaler Kohle- oder Metallschichtwiderstand. Der oft als Nachteil gehandelte Leistungsverlust im Abschlusswiderstand ist im Empfangsbetrieb ohne Bedeutung, denn die Rauschtemperatur der Atmosphäre ist im Kurzwellenbereich viel höher als die Rauschtemperatur eines guten Kurzwellenempfängers. Allerdings ist die Frage, ob für reine Empfangszwecke eine aktive Antenne nicht die bessere Lösung darstellt – schon aufgrund ihrer geringeren Größe.
Die Breitbandigkeit ist gleichzeitig das größte Problem für den Empfang: Moderne Empfänger haben im Eingang zumeist nur Hoch- und Tiefpässe, die einen größeren Teil des Kurzwellenspektrums durchlassen. So können Rundfunksender aus benachbarten Frequenzbereichen (z. B. 22-m-Rundfunkband und 20-m-Amateurfunkband) die Empfänger leicht überfordern. Ein zusätzlicher Preselektor ist also empfehlenswert.
Das größte Problem für Funkamateure beim Eigenbau ist der Abschlusswiderstand. Der muss einerseits gute Hochfrequenzeigenschaften haben, andererseits muss er schon bei einem 100-W-Sender für mindestens 30 W Verlustleistung ausgelegt werden – handelsübliche Bauelemente erfüllen diese Forderungen nur selten.
Die große Bandbreite ist vor allem im 80-m-Band von Vorteil, weil kaum eine resonante Antenne den ganzen Bereich von 3,5 bis 3,8 MHz abdecken kann.
Eine T2FD weist meist folgende Merkmale auf:
- Gesamtlänge 1/3 oder 1/2 der längsten Wellenlänge
- Abstand der beiden Drähte 1/100 der Wellenlänge durch nicht leitende Spreizer
- zwei Abstandhalter an den äußeren Enden, die die Drahthälften auf Abstand halten und eine Befestigung mit je einem Seil zulassen
- eingespeist in der Mitte des unteren Drahts mit einer Impedanz von rund 300 Ω symmetrisch, meist durch einen Balun 6:1 mit einem üblichen 50 Ω Koaxialkabel.
- In dem oberen Draht befindet sich ein induktionsarmer Abschlusswiderstand, der ca. 1/3 der Sendeleistung sicher absorbieren können muss. Üblich sind hier 390 Ω bei 50 W. Für reine Empfangsantennen ist die Leistung irrelevant.
- Für eine gute Rundumstrahlung wird die T2FD in einem Winkel von 20° bis 40° schräg heruntergespannt.